# Cephalanthera alpicola
Cephalanthera alpicola är en orkidéart som beskrevs av Noriaki Fukuyama. Cephalanthera alpicola ingår i släktet skogsliljor, och familjen orkidéer. Inga underarter finns listade i Catalogue of Life.